# Fahrgastzelle

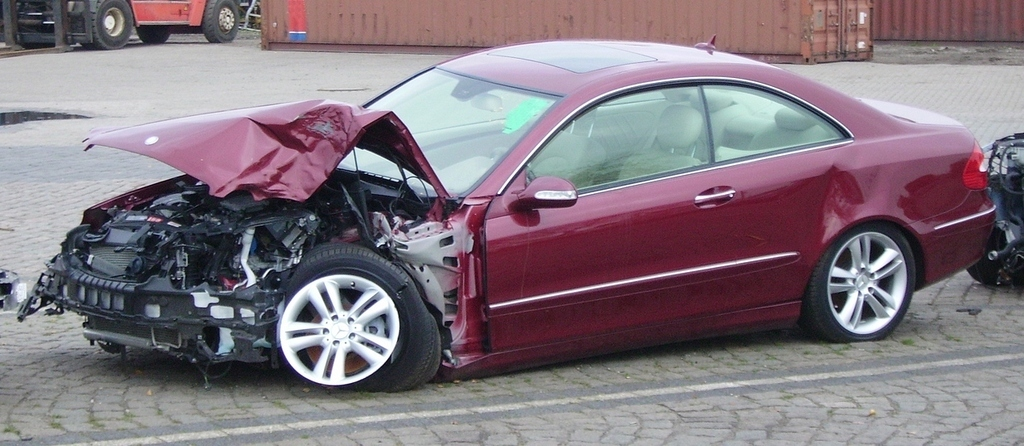
Intakte Fahrgastzelle nach seitlich versetztem Frontaufprall

Als Fahrgastzelle bezeichnet man in der Kraftfahrzeugtechnik den Raum, in dem sich die Fahrzeuginsassen befinden. Der Teil hinter den Vordersitzen wird Fond genannt. Die im Fahrzeug befindlichen Personen umgibt eine Art Käfig, der aus dem Karosserieunterbau, dem Dach und den dazwischen befindlichen Fahrzeugsäulen besteht.
Sicherheitstechnisch kommt der Fahrgastzelle enorme Bedeutung zu, da sie in Unfall-Situationen das Risiko von schweren Verletzungen bis hin zum Tod herabsetzen kann. Man spricht dabei auch von der Sicherheitsfahrgastzelle. Dabei ist die Stabilität des »Käfigs« entscheidend.
Die Sicherheitsfahrgastzelle wurde 1951 von Béla Barényi erfunden.
Als nochmalige Steigerung der passiven Sicherheit erfand er auch die Kombination aus Sicherheitszelle und Knautschzone, bei der Bewegungsenergie eines Aufpralls durch Verformung teilweise absorbiert wird und so weniger Energie die Fahrgastzelle angreifen kann. Mit dem Mercedes-Benz W111 kam diese Innovation 1959 auf den Markt. Auch die Alfa Romeo Giulia Limousine war 1962 eines der ersten Serienfahrzeuge mit Sicherheitsfahrgastzelle.
Gestalterisch ist die Innenausstattung der Fahrgastzelle entscheidend für den Komfort und die Nutzung und somit auch als Verkaufsargument von Bedeutung. Auch die einschlägigen Sicherheitsvorschriften der einzelnen Länder sind bei Gestaltung des Innenraumes zu beachten.